# Don Simplicio
Don Simplicio. Periódico Burlesco, Crítico y Filosófico, por unos Simples fue un periódico mexicano de crítica política que se publicó entre 1845 y 1847. Fue de ideología liberal, tuvo un estilo irreverente y humorístico.

## Historia
Fue fundado por Guillermo Prieto, Ignacio Ramírez y Vicente Segura Argüelles. La impresión estuvo a cargo de Vicente García Torres y la administración estuvo a cargo de Manuel Payno. Para firmar los artículos, Prieto utilizó el seudónimo de "Zancadilla", Segura utilizó el seudónimo de "Cantártida" y Ramírez utilizó, por primera vez, el seudónimo de "el Nigromante". La publicación criticó de forma irreverente a la iglesia católica y al Ejército Mexicano, tratando de impedir el regreso al poder de Antonio López de Santa Anna.  El nombre del periódico era una alegoría al hombre sencillo que dice verdades directas. Por otra parte, Ramírez publicó el artículo "Tejas", en el que criticaba el abandono de este territorio a los intereses extranjeros y al Destino Manifiesto; asimismo, criticó el conflicto inminente con Estados Unidos y la política del gobierno mexicano al respecto.
Los conservadores se opusieron a Don Simplicio y lo confrontaron mediante el periódico El Tiempo —dirigido por Lucas Alamán— logrando obtener la cancelación temporal de su publicación y la aprehensión de sus colaboradores, la cual fue ordenada por el presidente interino Mariano Paredes y Arrillaga. En 1846 se reanudó la circulación de Don Simplicio, pero fue interrumpida nuevamente en 1847, debido a la intervención estadounidense en México.